# Odonymie en Islande
 (août 2013).
Si vous disposez d'ouvrages ou d'articles de référence ou si vous connaissez des sites web de qualité traitant du thème abordé ici, merci de compléter l'article en donnant les références utiles à sa vérifiabilité et en les liant à la section « Notes et références ».
Cet article traite des conventions de l'odonymie en Islande.

## Généralités
En général, dans un même quartier, les noms de rues sont construits de la manière suivante :
- la première partie de chaque nom permet un classement alphabétique et fait référence à un thème commun (généralement lié à la nature) ;
- la deuxième partie est une terminaison commune à toutes les voies du quartier. Cette terminaison peut être reprise dans le nom du quartier : par exemple, si toutes les voies se terminent par -salir (salles, couloir), le quartier en lui-même peut être appelé Salahverfi (quartier des salles).

Certains anciens quartiers ne suivent pas cette convention, particulièrement pour l'ordre alphabétique. Il existe également d'autres exceptions.

## Terminaisons courantes
- -ás (crête)
- -bakki (berge)
- -barð (quai)
- -baugur (bague)
- -berg (rocher)
- -borg (ville, tertre)
- -borgir (villes, tertres)
- -braut (piste)
- -brekka (falaise)
- -brún (quai)
- -bryggja (jetée)
- -búð (métairie)
- -byggð (village)
- -bær (ferme, ville)
- -endi (fin)
- -fell (mont)
- -flöt (prairie)
- -garðar (jardins)
- -garður (jardin)
- -gata (rue)
- -geisli (rayon)
- -gerði (haie)
- -gil (canyon)
- -grandi (isthme)
- -grund (sol)
- -hagi (pâturage)
- -háls (crête)
- -heiði (lande)
- -heimar (mondes)
- -hjalli (terrasse)
- -hlíð (coteau)
- -holt (colline, forêt)
- -hólar (éminence)
- -hólmi (îlot)
- -hraun (lave)
- -hús (maisons)
- -hvammur (vallon)
- -hvarf (varve)
- -hylur (étang)
- -hæð (mont)
- -höfði (cap)
- -kinn (flanc de montagne)
- -klöpp (rocher)
- -kór (chœur)
- -kvísl (fourche de rivière)
- -land (terrain)
- -leiti (colline)
- -lind (source)
- -lundur (bosquet)
- -melur (lit de gravier)
- -móar (lande)
- -múli (cap)
- -mýri (marais)
- -nes (promontoire)
- -rimi (crête)
- -salir (salles)
- -sel (pavillon)
- -síða (côté)
- -slóð (chemin)
- -smári (trèfle)
- -skjól (abri)
- -skógar (bois)
- -stekkur (bosquet)
- -stígur (chemin)
- -stræti (rue)
- -strönd (côte)
- -teigur (petite prairie)
- -tröð (chemin)
- -tunga (langue de terre)
- -tún (prairie)
- -vangur (clairière)
- -vegur (route)
- -vellir (champ)
- -vogur (baie)
- -vík (baie)
- -vör (débarcadère)

## Exemple
Salahverfi est un quartier récent de Kópavogur, une ville située au sud-ouest de Reykjavik. Il possède une rue principale, Salavegur (la « route des salles »), de laquelle partent des impasses ordonnées suivant l'ordre alphabétique suivant :
- Ársalir (salles de la rivière)
- Björtusalir (salles de la luminosité)
- Blásalir (salles du bleu)
- Dynsalir (salles du tonnerre)
- Fensalir (salles du marais)
- Forsalir (salles de l'entrée)
- Glósalir (salles de la lueur)
- Goðasalir (salles des dieux)
- Hásalir (salles de la hauteur)
- Hlynsalir (salles de l'érable)
- Jórsalir (salles de Jor, ancien nom pour Jérusalem)
- Jötunsalir (salles des Géants)
- Logasalir (salles de la flamme)
- Lómasalir (salles des garçons)
- Miðsalir (salles du milieu)
- Rjúpnasalir (salles des lagopèdes)
- Roðasalir (salles de la rougeur)
- Skjólsalir (salles de l'abri)
- Sólarsalir (salles du soleil)
- Straumsalir (salles du courant)
- Suðursalir (salles du sud)